# یواس‌اس چروکی (آی‌دی-۴۵۸)
یواس‌اس چروکی (آی‌دی-۴۵۸) (به انگلیسی: USS Cherokee (ID-458)) یک کشتی بود که طول آن ۱۲۰ فوت (۳۷ متر) بود. این کشتی در سال ۱۸۹۱ ساخته شد.